# 21328 Otashi
21328 Otashi este un asteroid din centura principală de asteroizi.

## Descriere
21328 Otashi este un asteroid din centura principală de asteroizi. A fost descoperit pe 11 ianuarie 1997 la Ōizumi de Takao Kobayashi. El prezintă o orbită caracterizată de o semiaxă mare de 2,36 ua, o excentricitate de 0,04 și o înclinație de 7,2° în raport cu ecliptica.